# Tōkō Kon
Tōkō Kon (j今 東光, Kon Tōkō) ; 25 mars 1898 à Yokohama - 19 septembre 1977, est un politicien et écrivain japonais.

## Biographie
Frère ainé de l'écrivain Hidemi Kon, il appartient d'abord au mouvement de la littérature prolétarienne avant de se faire moine bouddhique en 1930. Cette rupture biographique se reflète dans le roman Ogin-sama (お吟さま; 1956) pour lequel il est lauréat du prix Naoki cette même année. Shundei Nishō (春泥尼抄; 1957) et Akumyō (悪名; 1961) sont d'autres titres importants. Nombre de ses romans sont adaptés au cinéma. Il est élu en 1968 à la Chambre des conseillers (Sangi'in), chambre haute du parlement japonais, sous les couleurs du parti libéral-démocrate, élection à l'issue de laquelle il reçoit plus d'un million de voix à l'échelle nationale et termine 4e,.

## Adaptations au cinéma
- 1958 : Désirs volés (盗まれた欲情, Nusumareta yokujō?) de Shōhei Imamura
- 1962 : Mademoiselle Ogin (お吟さま, Ogin-sama?) de Kinuyo Tanaka
- 1978 : Mademoiselle Ogin (お吟さま, Ogin-sama?) de Kei Kumai